# Uglegorsk (Sachalinská oblast)
Uglegorsk (rusky Углегорск) je pobřežní přístavní město a okresní centrum Uglegorského okresu v Sachalinské oblasti v Rusku. Nachází se na západním pobřeží ostrova Sachalin, 277 km severozápadně od oblastního centra Južno-Sachalinsku. Žije zde 8 041 obyvatel (2021).

## Etymologie
Původní ainský název osady byl Etuutoru, což se dá přeložit jako Mezi mysy, během japonského období se město nazývalo Esutoro, což vzniklo zjednodušením původního domorodého názvu. Po připojení k SSSR získalo město současný název Uglegorsk (Uhelná hora).

## Historie
V roce 1915 byla založena japonská osada Esutoro na místě malé ainské rybářské osady. Město se rychle rozrůstalo, stalo se průmyslovým centrem a Japonci zvažovali udělat z něho nové hlavní město prefektury Karafuto. V roce 1941 zde žilo 39 026 obyvatel a bylo tak největším městem na Sachalinu. Město bylo rozděleno na dvě části, pobřežní s centrem v přístavu a horskou s centrem okolo uhelných dolů.
V důsledku druhé světové války se město v roce 1945 stalo součástí Sovětského svazu, v roce 1946 získalo oficiálně sovětská městská práva a svůj současný název Uglegorsk.

## Populace
| Rok  | Počet obyvatel |
| ---- | -------------- |
| 1925 | 5.700          |
| 1941 | 39.026         |
| 1979 | 18.429         |
| 1989 | 18.402         |
| 2002 | 13.396         |
| 2010 | 10.400         |
| 2021 | 8.041          |

Od rozpadu SSSR dochází k výraznému poklesu obyvatel. V roce 1989 zde žilo 18 402 lidí, v roce 2021 již jen 8 041. Obyvatelé se vystěhovávají zejména do evropské části Ruska a to v důsledku vysoké kriminality a ekonomických faktorů.

## Hospodářství
Základ městské ekonomiky tradičně tvoří uhelné těžařské podniky, které v okolí města provozují doly na uhlí.
Od 20. let 20. století ve městě fungovala celulózka a papírna, která zpracovávala dřevo ze sachalinských lesů. V době největší slávy v závodě pracovalo dva tisíce zaměstnanců. Po rozpadu SSSR podnik zkrachoval a v roce 1996 ukončil činnost.
Město je důležitým sachalinským zemědělským centrem, pěstují se zde zejména brambory a zelenina.

### Námořní přístav
Ve městě je námořní přístav Uglegorsk, který je terminálem námořního přístavu Šachťorsk. V přístavu se překládá uhlí a dřevo.

## Galerie

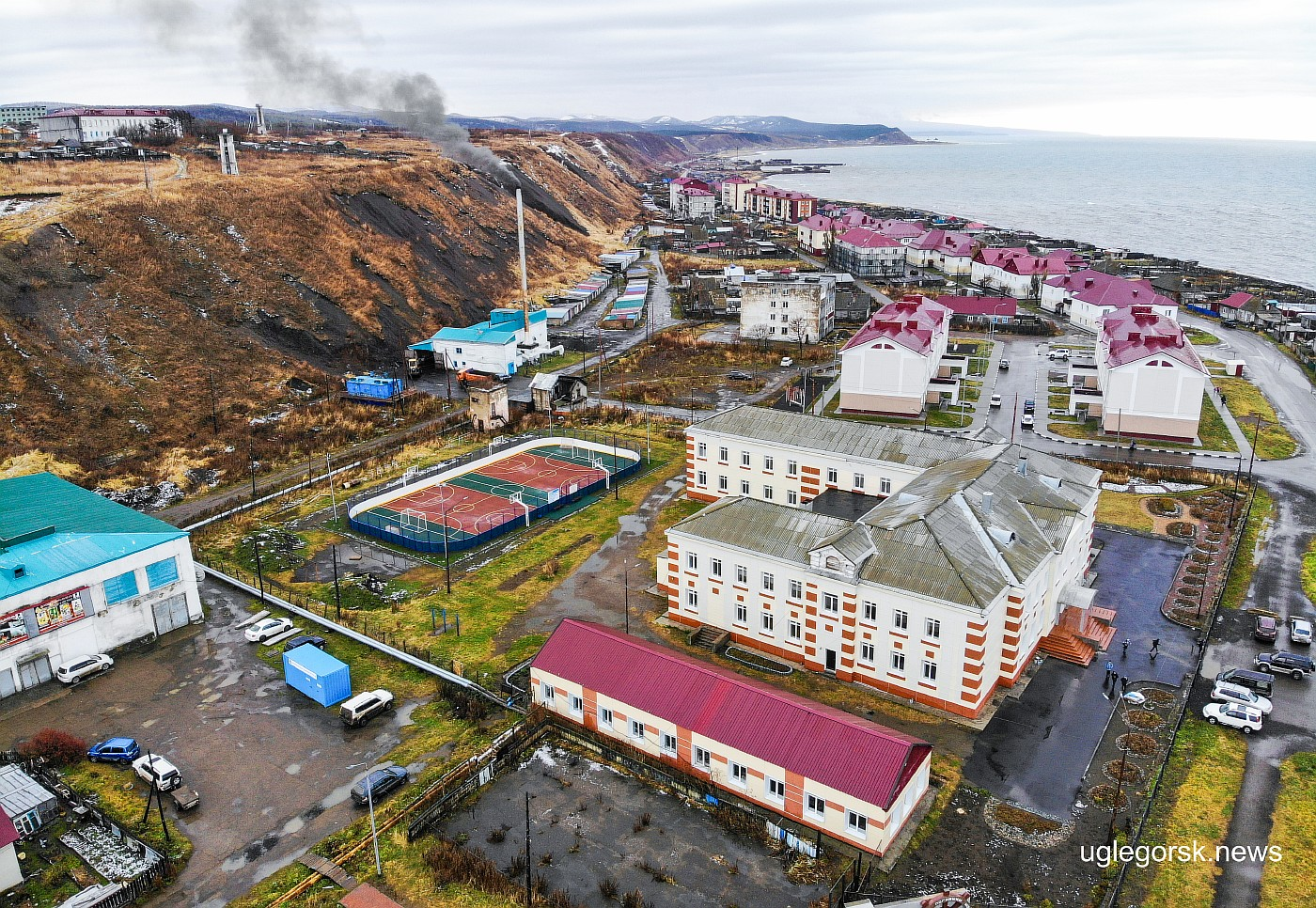
Uglegorsk (2019)
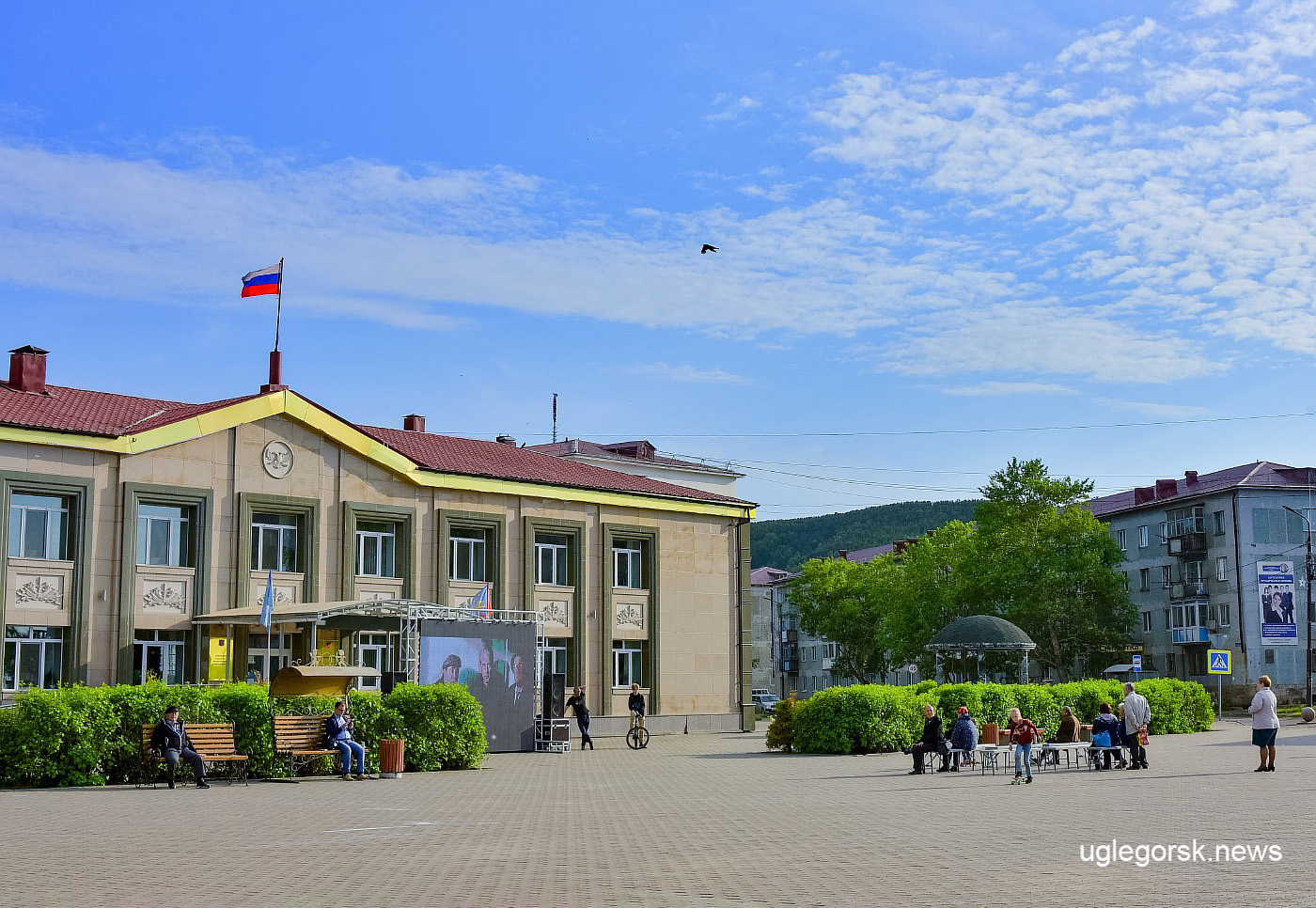
Městská radnice (2022)
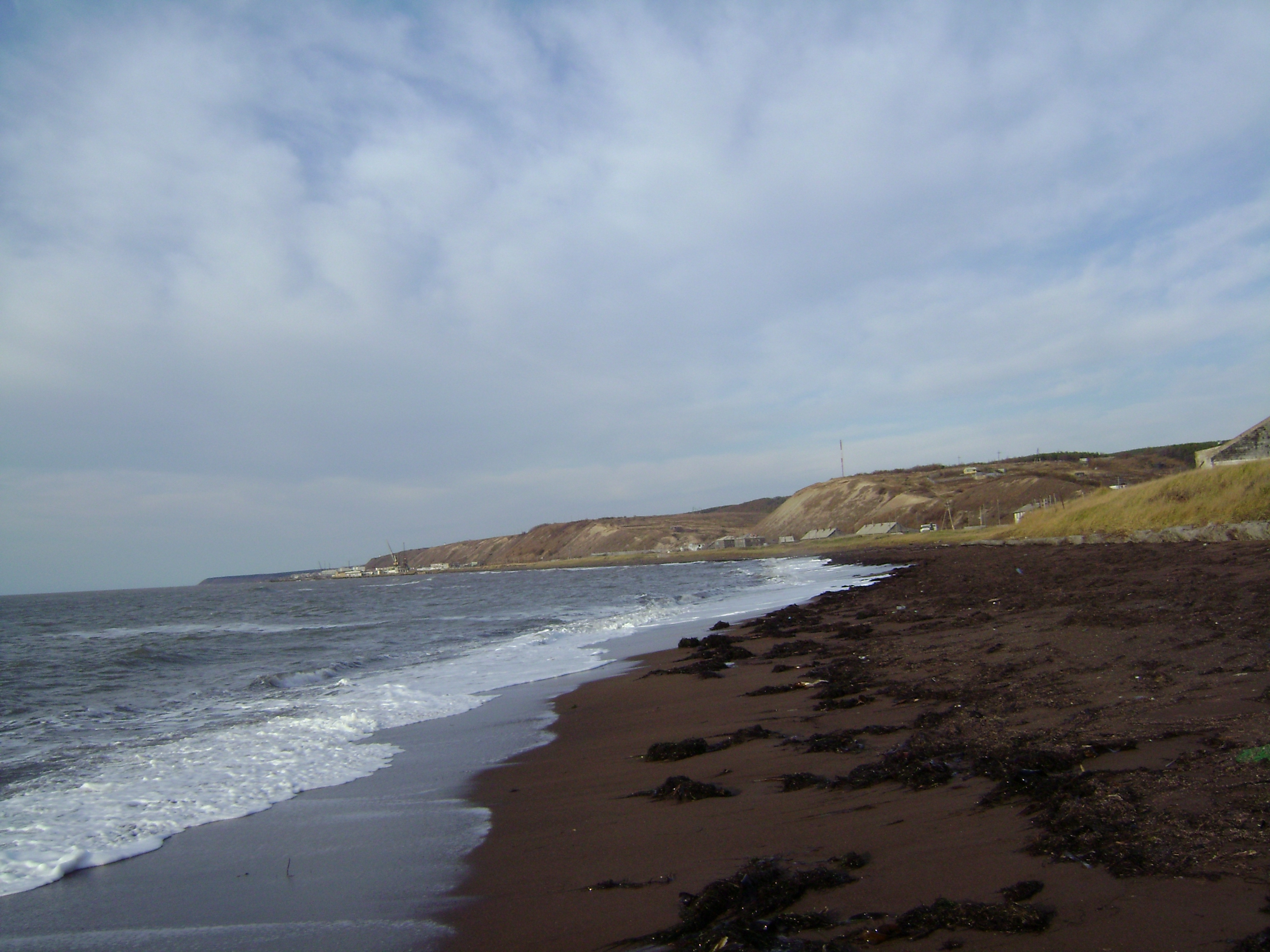
Uglegorský přístav (2008)
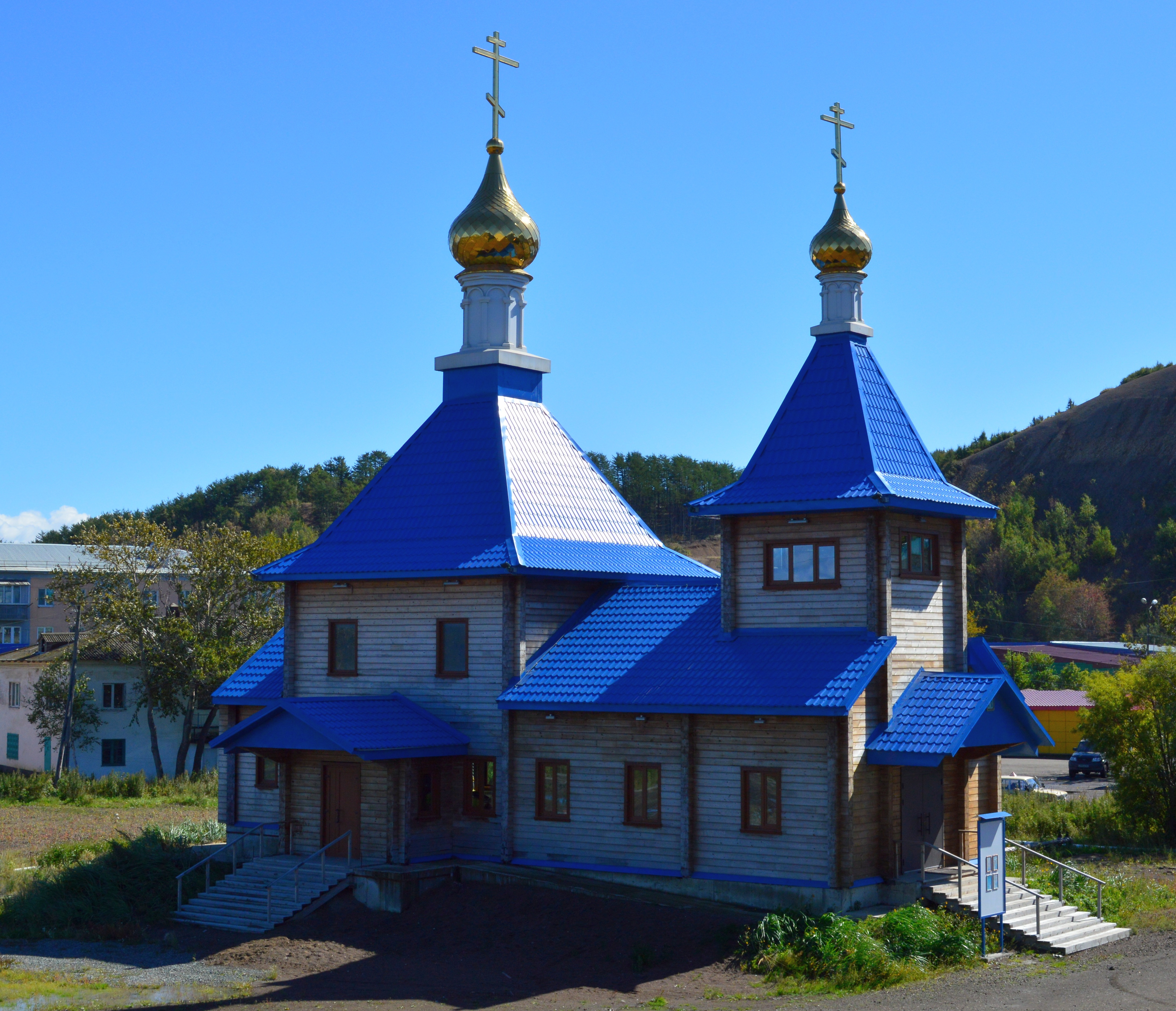
Pravoslavný kostel ve městě (2016)
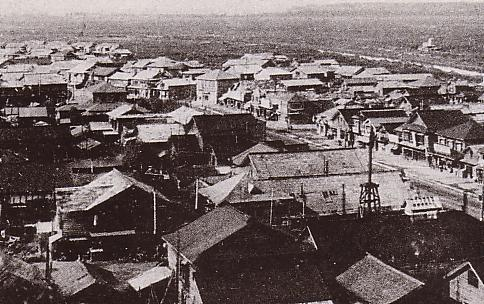
Esutoru (1945)